# مائوریتزیو پلوسو
مائوریتزیو پلوسو (انگلیسی: Maurizio Peluso؛ زادهٔ ۲۰ ژوئن ۱۹۸۵) بازیکن فوتبال اهل ایتالیا است.